# Гусейнов, Гусейн Юсиф оглы
Гусейн Юсиф оглы Гусейнов (азерб. Hüseyn Yusif oğlu Hüseynov; 1932, Азербайджанская ССР — ?) — советский азербайджанский нефтяник, лауреат Государственной премии СССР (1979). Мастер нефти Азербайджанской ССР.

## Биография
Родился в 1932 году в Азербайджанской ССР.
С 1955 года — слесарь, с 1957 года — помощник бурового мастера, буровой мастер цеха капитального ремонта скважин НГДУ «Артёмнефтегаз» объединения «Каспморнефтегазпром».
Гусейн Гусейнов тщательно изучал предмет, с которым работал, старался узнавать все нюансы, на работе проявил себя, как трудолюбивый и умелый работник. Гусейнов, возглавив отстающую бригаду, за несколько лет сумел вывести ее в одну из передовых в управлении. В бригаде тщательно были изучены все причины низких результатов, начато применение современной техники для капремонта скважин, созданы новые технологии работы с аппаратами. Значительно экономила время новая техника ликвидации простоев — бригада заранее готовила список ремонтируемых скважин, например, работая на скважине №141, работники бригады одновременно начали подготовку к ремонту скважины №138, благодаря чему было сэкономлено время. Нефтяники под руководством Гусейна Гусейнова поставили себе новую цель — выполнить за пятилетку два пятилетних плана; цель вскоре была достигнута — в июне 1978 года бригада выполнила план X пятилетки, а в начале 1980 года выполнила план второй раз.
Постановлением ЦК КПСС и Совета Министров СССР от 7 ноября 1979 года, за повышение эффективности изысканий и использования природных ресурсов Гусейнову Гусейну Юсиф оглы присуждена Государственная премия СССР.
Активно участвовал в общественной жизни Азербайджана. Член КПСС с 1961 года. Депутат Верховного Совета Азербайджанской ССР 9-го и 10-го созывов.